# Schriftlesung
Eine Schriftlesung ist eine Lesung aus der Bibel im Rahmen der Liturgie, insbesondere bei den Gottesdiensten.
Ein christlicher Gottesdienst enthält als wesentlichen Bestandteil wenigstens eine Schriftlesung. Sie wird vom Lektor, einem Diakon oder dem Gottesdienstleiter vorgetragen. Schriftlesungen stellen den Bezug der gegenwärtigen Feier zum vergangenen und künftigen Wirken Gottes her (siehe Anamnese) und deuten das Leben der Gläubigen. Zumindest in den Gottesdiensten der Sonntage, Hochfeste und Feste folgt der letzten Schriftlesung meist eine Auslegung, die Predigt oder Homilie.
Für die Auswahl der Schriftlesungen (Perikopen) gibt es in vielen christlichen Konfessionen feste Ordnungen und liturgische Bücher. Lektionare haben oft einen festen Zyklus, beispielsweise drei- oder sechsjährig. Erfolgen die Schriftlesungen fortlaufend, spricht man von einer Bahnlesung.

## Geschichte
In der frühen Kirche wurden Evangelien und Apostelbriefe in den Gottesdiensten fortlaufend vorgelesen.
Im Mittelalter wurden in verbindlichen Perikopenordnungen die Lesungen (eine Epistel und das Evangelium) für die jeweiligen Sonntage und Feiertage festgelegt. Die Schriftlesung wurde in der westlichen Kirche auf Latein vorgetragen: in der Missa lecta gesprochen, in allen anderen Gottesdienstformen nach festen Melodiemodellen (Lektionstönen) gesungen. Für einzelne Evangeliumslesungen wurden im Spätmittelalter gregorianische Melodien komponiert. Es entstanden mehrstimmige Einleitungen und einige mehrstimmige Vertonungen bedeutender Schriftstellen.
Die Evangelisch-Lutherische Kirche übernahm zunächst die Leseordnung der katholischen Kirche, jedoch unter Einführung der Volkssprache auch für die Lesungen. Außerdem kehrte die lutherische Kirche zu den einfachen Lektionstönen zurück.
Gegen Ende des 16. Jahrhunderts kamen volkssprachliche mehrstimmige Vertonungen zentraler Abschnitte der Perikopentexte auf (Evangeliensprüche). Während der größte Teil der Schriftlesung im Lektionston erfolgte, wurden dann Worte des Herrn oder eine zentrale Botschaft als Figuralmusik musiziert.
Später wurde die Figuralmusik wieder aus der Lesung ausgegliedert.
Im Sonntagsgottesdienst der großen christlichen Kirchen werden drei Perikopen vorgetragen, und es wird ein Antwortpsalm gesungen:
- aus dem Alten Testament
- Antwortpsalm
- aus einer Epistel oder aus der Offenbarung des Johannes oder der Apostelgeschichte
- aus einem der Evangelien nach Matthäus, Markus, Lukas oder Johannes.

In der Osterzeit stammt die Perikope der ersten Lesung ebenfalls aus dem Neuen Testament.
An Hochfesten, vor allem während des österlichen Triduums, sieht die Liturgie auch mehr Lesungen vor. So werden in den orthodoxen Kirchen am Abend des Gründonnerstags zwölf Evangelienabschnitte vorgetragen. Die Feier der Osternacht in der römisch-katholischen Kirche sieht bis zu zwölf längere Lesungen, vor allem aus dem Alten Testament, vor.
In der Evangelischen Kirche in Deutschland besteht die geltende Perikopenordnung seit 2018.
In der katholischen Kirche gibt es die Leseordnung. Sie gilt für alle Gemeinden, in denen die heilige Messe nach dem Römischen Ritus gefeiert wird und damit praktisch für alle katholischen Kirchengemeinden in Deutschland. Die katholischen Ostkirchen und die kleineren Riten der Lateinischen Tradition wie etwa der Ambrosianische Ritus besitzen für die Schriftlesung eigene Ordnungen; der Römische Ritus in der außerordentlichen Form (Tridentinische Messe) benutzt die Leseordnung, die bis 1970 allgemein in Gebrauch war und einen einjährigen Zyklus aufweist.